# اینکا پیرقا
اینکا پیرقا (به اسپانیایی: Inka Pirqa) یک کوه در پرو است که در Peru, Cusco Region, Canchis Province واقع شده‌است. اینکا پیرقا ۵٬۰۷۵ متر بالاتر از سطح دریا واقع شده‌است.